# Didymoglossum cuspidatum
Didymoglossum cuspidatum là một loài dương xỉ trong họ Hymenophyllaceae. Loài này được Willd. Ebihara & Dubuisson mô tả khoa học đầu tiên năm 2006.

## Hình ảnh

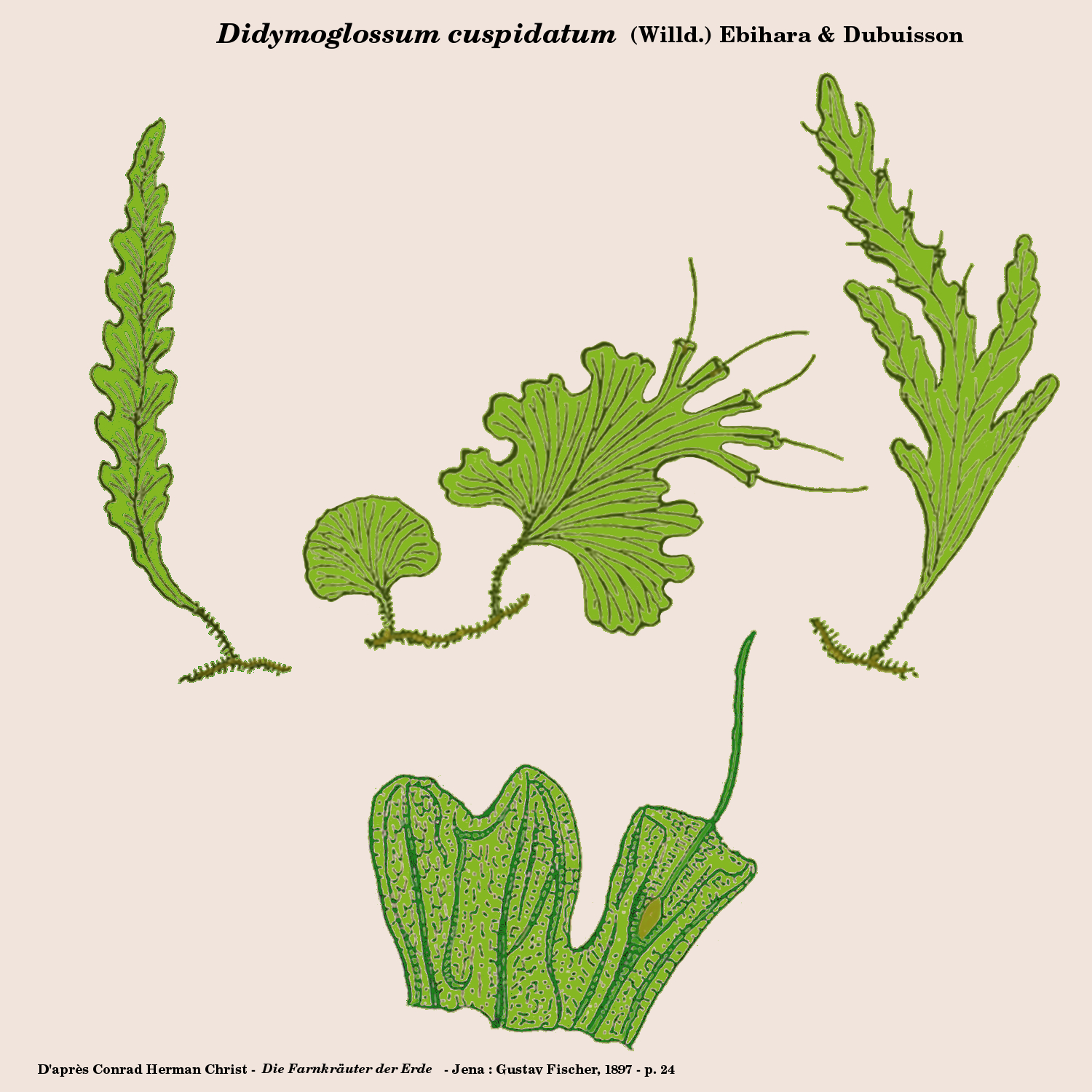